# Ladislav Čepel
Ladislav Čepel (* 3. prosince 1972) je bývalý český fotbalista.

## Fotbalová kariéra
V české lize hrál za FC Svit Zlín. Nastoupil ve 3 ligových utkáních. Ve druhé lize hrál za FC LeRK Brno.

## Ligová bilance
| Ročník                          | Zápasy | Góly | Klub         |
| ------------------------------- | ------ | ---- | ------------ |
| 1. česká fotbalová liga 1993/94 | 3      | 0    | FC Svit Zlín |
| 2. česká fotbalová liga 1993/94 | -      | 0    | FC LeRK Brno |
| CELKEM 1. liga                  | 3      | 0    |              |